# Telephlebia cyclops
Telephlebia cyclops – gatunek ważki z rodziny żagnicowatych (Aeshnidae).